# Friedrich Wilhelm August Argelander

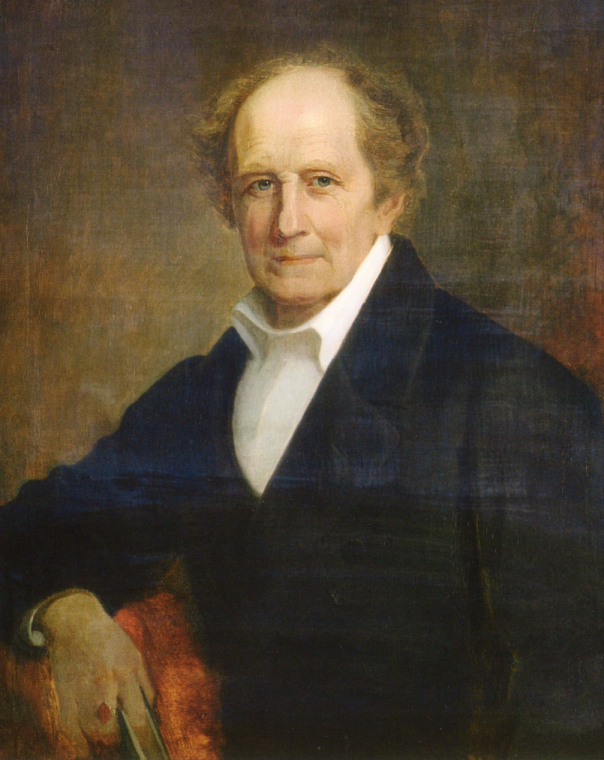
Friedrich Wilhelm August Argelander um 1868

Friedrich Wilhelm August Argelander (* 22. März 1799 in Memel; † 17. Februar 1875 in Bonn) war ein deutscher Astronom. Er leitete den Bau mehrerer Sternwarten in Europa, untersuchte Veränderliche Sterne und führte die Bonner Durchmusterung durch, deren 325.000 Sterne er in einem Sternkatalog zusammenfasste.

## Biografie

### Ausbildung in Ostpreußen

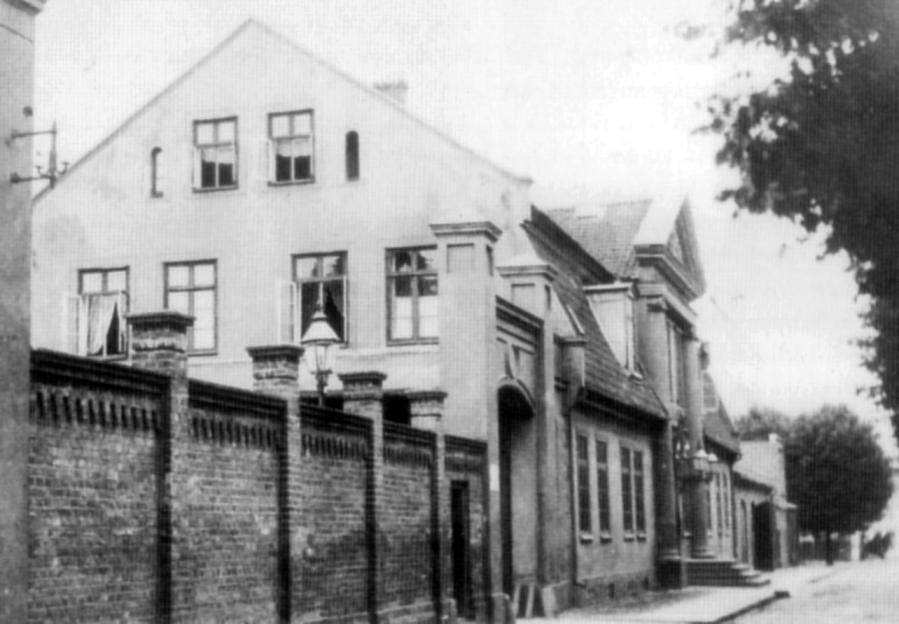
Wohnhaus der Familie Argelander in Memel, 1890

Argelander wurde in Memel im damaligen Ostpreußen, dem heutigen litauischen Klaipėda, geboren. Sein Vater, der Großkaufmann und Reeder Johann Gottlieb Argelander, war finnischer Abstammung und seine Mutter, Wilhelmina Dorothea Grünhagen, von deutscher Herkunft. Nach der verlorenen Schlacht von Jena und Auerstedt (1806) verließ die preußische Königsfamilie Berlin und hielt sich zeitweise in Memel auf. Der Kronprinz, später König Friedrich Wilhelm IV., war daher mehrmals in Argelanders Elternhaus zu Gast und freundete sich mit dem Sohn an.
Argelander besuchte das Gymnasium in Elbing und ab 1813 das Collegium Fridericianum in Königsberg. 1817 nahm er ein Studium an der Universität Königsberg auf. Hier faszinierten ihn die astronomischen Vorlesungen von Friedrich Wilhelm Bessel, dem Leiter der Sternwarte Königsberg. Argelander wurde 1820 Bessels Assistent und unterstützte ihn bei der exakten Bestimmung von Sternpositionen, sogenannten Sternörtern. 1822 promovierte er mit einer kritischen Untersuchung der Beobachtungen von John Flamsteed (De observationibus astronomicis a Flamsteedio institutis dissertatio). Im gleichen Jahr veröffentlichte er die Schrift „Untersuchungen der Umlaufbahn des Großen Kometen von 1811“, die ihn in Fachkreisen in ganz Europa bekannt machte.

### Tätigkeit in Finnland

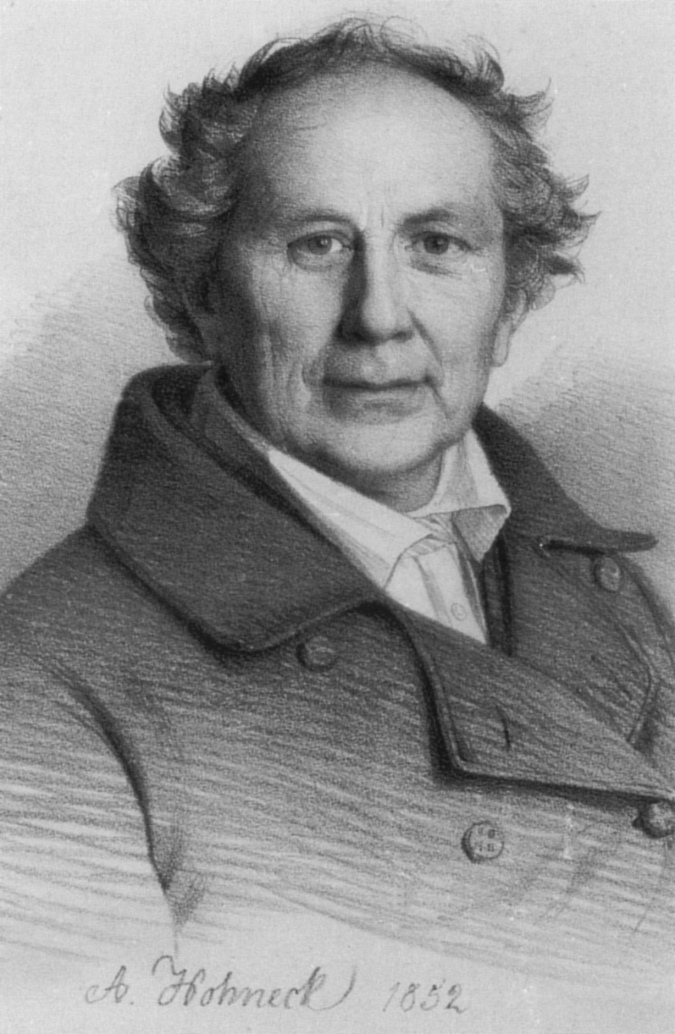
Friedrich Wilhelm August Argelander, 1852

1823 wurde eine Stelle als Observator an der Sternwarte im finnischen Turku frei. Bessel sollte einen seiner ehemaligen Studenten hierfür vorschlagen. Widerwillig schlug er Argelander vor, da er seinen besten Mitarbeiter nur ungern verlor, und verfasste ein entsprechendes Empfehlungsschreiben an die Verantwortlichen in Sankt Petersburg. Die Reise nach Finnland war gleichzeitig Argelanders Hochzeitsreise; am 2. Mai 1823 hatte er Marie Sophie Charlotte Courtan geheiratet. Die Sternwarte von Turku war erst kurz zuvor fertiggestellt worden und noch nicht komplett eingerichtet. Sie verfügte zu diesem Zeitpunkt über ein von Joseph von Fraunhofer konstruiertes Fernrohr mit 20 cm Öffnungsweite, das als Durchgangsinstrument genutzt wurde, sowie ein Heliometer. In den Anfangsjahren bestand die Tätigkeit der Sternwarte hauptsächlich in der Beobachtung von Kometen. Nachdem 1827 ein Meridiankreis zur Verfügung stand, untersuchte Argelander Sterne mit hoher Eigenbewegung.
Am 4. September 1827 zerstörte ein Großbrand große Teile von Turku einschließlich der Universitätsgebäude. Die Universität wurde daraufhin nach Helsingfors (finnisch: Helsinki) verlegt. Obwohl die Sternwarte aufgrund ihrer isolierten Lage vom Brand nur gering betroffen war, wurde das Institut ebenfalls verlegt. 1828 wurde Argelander zum Professor an der neu errichteten Universität Helsingfors ernannt. Die Pläne für eine neue Sternwarte lagen 1830 vor. Aufgrund von ungünstigen Bodenverhältnissen ergaben sich Schwierigkeiten bei der Erstellung des Fundaments und das Vorhaben verzögerte sich. Argelander nutzte die Zeit, reiste nach Ostpreußen und rekrutierte neue Mitarbeiter aus den Reihen von Bessels Schülern. In dieser Zeit erstellte er auch ein Blatt für das Sternkartenwerk der Königlich-Preußischen Akademie der Wissenschaften zu Berlin. Ab 1833 konnte die Sternwarte ihren Betrieb eingeschränkt aufnehmen. Argelander führte exakte Bestimmungen der hellen zirkumpolaren Sterne durch und ermittelte aus der Bewegung von 390 Sternen die Eigenbewegung des Sonnensystems.

### Berufung nach Bonn
1836 beschloss die preußische Regierung die Errichtung eines astronomischen Institutes an der Universität Bonn. Die Stelle des Sternwartendirektors wurde Argelander angetragen, die er annahm (sein Vorgänger war Karl Dietrich von Münchow). 1837 zog er nach Bonn und bereitete den Bau einer Sternwarte vor. Die ersten Jahre in Bonn verbrachte Argelander, unter einfachen Verhältnissen im Gartenhaus Peter Joseph Lennés am Alten Zoll, einem alten Festungsbau am Rhein lebend und arbeitend, mit der Erstellung der „Neuen Uranometrie“, einem 17 Karten enthaltenden Atlas sämtlicher mit bloßem Auge in Mitteleuropa sichtbaren Fixsterne mit Angabe ihrer Helligkeitsverhältnisse. Er beschäftigte sich eingehend mit veränderlichen Sternen und entwickelte die später so genannte Argelandersche Stufenschätzungsmethode. Sie erwies sich in der Folgezeit und vor Entwicklung der Fotografie bzw. elektronischer Messgeräte als unverzichtbares Hilfsmittel bei der Beobachtung veränderlicher Sterne und der Fotometrie. Da der Bau der Sternwarte nur zögerlich voranschritt, errichtete Argelander in der Nähe der Rheinfestung ein kleines Observatorium, in dem er einen Kometensucher von Fraunhofer mit 7,7 cm Öffnung (drei preußische Zoll) und 65 cm Brennweite aufstellte. Von 1841 bis 1843 bestimmte er mit Hilfe eines Assistenten die Position von etwa 22.000 Sternen.
Die neue Sternwarte Bonn an der Poppelsdorfer Allee (als Universitätsinstitut am 1. Januar 2006 im Argelander-Institut für Astronomie aufgegangen) wurde Mitte 1844 fertiggestellt und 1845 eingeweiht. In den nächsten Jahren wurde eine Reihe von Kometen und Asteroiden beobachtet. 1847 erkannte er die zur damaligen Zeit höchste Eigenbewegung eines Sternes bei Groombridge 1830. 1849 begann Argelander mit einer neuen Durchmusterung des Himmels. Er teilte den Himmel in 200 Zonen ein und führte bis zum Mai 1852 23.250 Beobachtungen an 17.000 Sternen durch. Jede Positions- und Helligkeitsbestimmung wurde mit bekannten Sternen abgeglichen, um ein möglichst hohes Maß an Genauigkeit zu erreichen.
1850/51 und 1864/65 amtierte er als Rektor der Universität.

### Bonner Durchmusterung

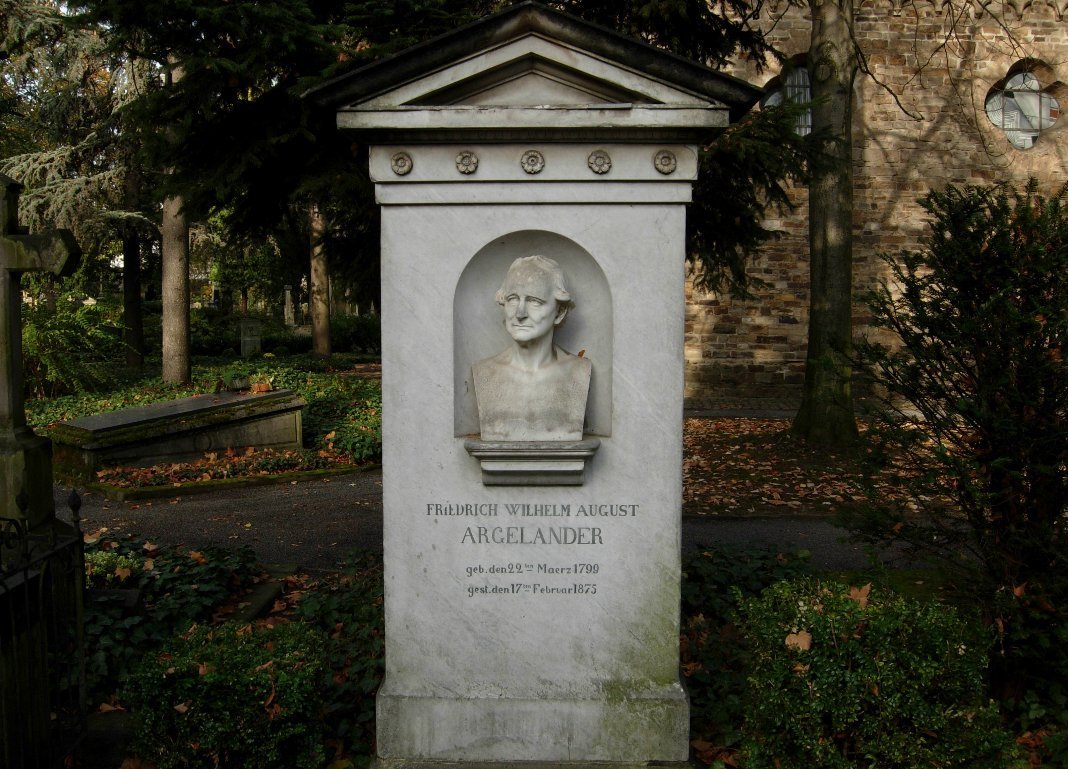
Argelanders Grabmal auf dem Alten Friedhof in Bonn

Die Durchmusterung war noch nicht abgeschlossen, als Argelander ein noch größeres Projekt in Angriff nahm. Bessel hatte seinerzeit die Bestimmung sämtlicher Sterne bis zur 9. Größenklasse vorgeschlagen, jedoch nicht durchgeführt. Argelander beschloss, die „große Durchmusterung“ durchzuführen, wobei alle Sterne bis zur 9. Größenklasse der nördlichen Hemisphäre bis zu einer Deklination von 2° erfasst werden sollten. Bis 1863 vermaßen Argelander und seine Assistenten Adalbert Krüger und Eduard Schönfeld 324.198 Sterne und fertigten Karten an. Einziges Hilfsmittel bei der Erstellung dieses Werks war ein Fernrohr von 78 mm Öffnung, 630 mm Brennweite und neunfacher Vergrößerung. Der daraus resultierende Sternkatalog wird als Bonner Durchmusterung bezeichnet (das Teleskop aus der Werkstatt von Fraunhofer befindet sich heute noch in Bonn und kann besichtigt werden).
1863 war Argelander einer der Mitbegründer der deutschen Astronomischen Gesellschaft und von 1864 bis 1867 ihr Vorsitzender.
Argelander wies auf das Erfordernis hin, die in der Bonner Durchmusterung dargelegten Sternpositionen noch genauer zu bestimmen. Diese Aufgabe müssten sich allerdings mehrere Sternwarten teilen. Ein entsprechender Vorschlag wurde 1867 von der Astronomischen Gesellschaft angenommen. Der Bonner Sternwarte wurde eine 10° breite Zone zugewiesen. Argelander selbst beteiligte sich nicht mehr an den Beobachtungen, sondern führte Messungen von Sterneigenbewegungen durch.
Bis 1874 erfreute sich Argelander bester Gesundheit. Im Sommer erkrankte er jedoch an einem typhusartigen Fieber, das in der Umgebung grassierte. Im Herbst trat zunächst eine Besserung ein, jedoch schwanden seine Kräfte in der Folgezeit und er verstarb am 17. Februar 1875. Er liegt auf dem Alten Friedhof in Bonn begraben.

## Familie
Er war seit dem 2. Mai 1823 mit Marie Sophie Charlotte Courtan (1801–1883) aus Königsberg verheiratet. Das Paar hatte mehrere Kinder, darunter:
- Heinrich Lorentz (1834–1908)
- Maria Wilhelmine Amalie (1827–1917) ⚭ Adalbert Krüger (1832–1896), Leiter der Sternwarte in Helsinki
- Maria Olga Elisabeth (1836–1854)
- Anna Mathilde Auguste (1838–1872) ⚭ 1865 Julius Theodor Wolff (1827–1899), Astronom in Bonn und München

## Ehrungen

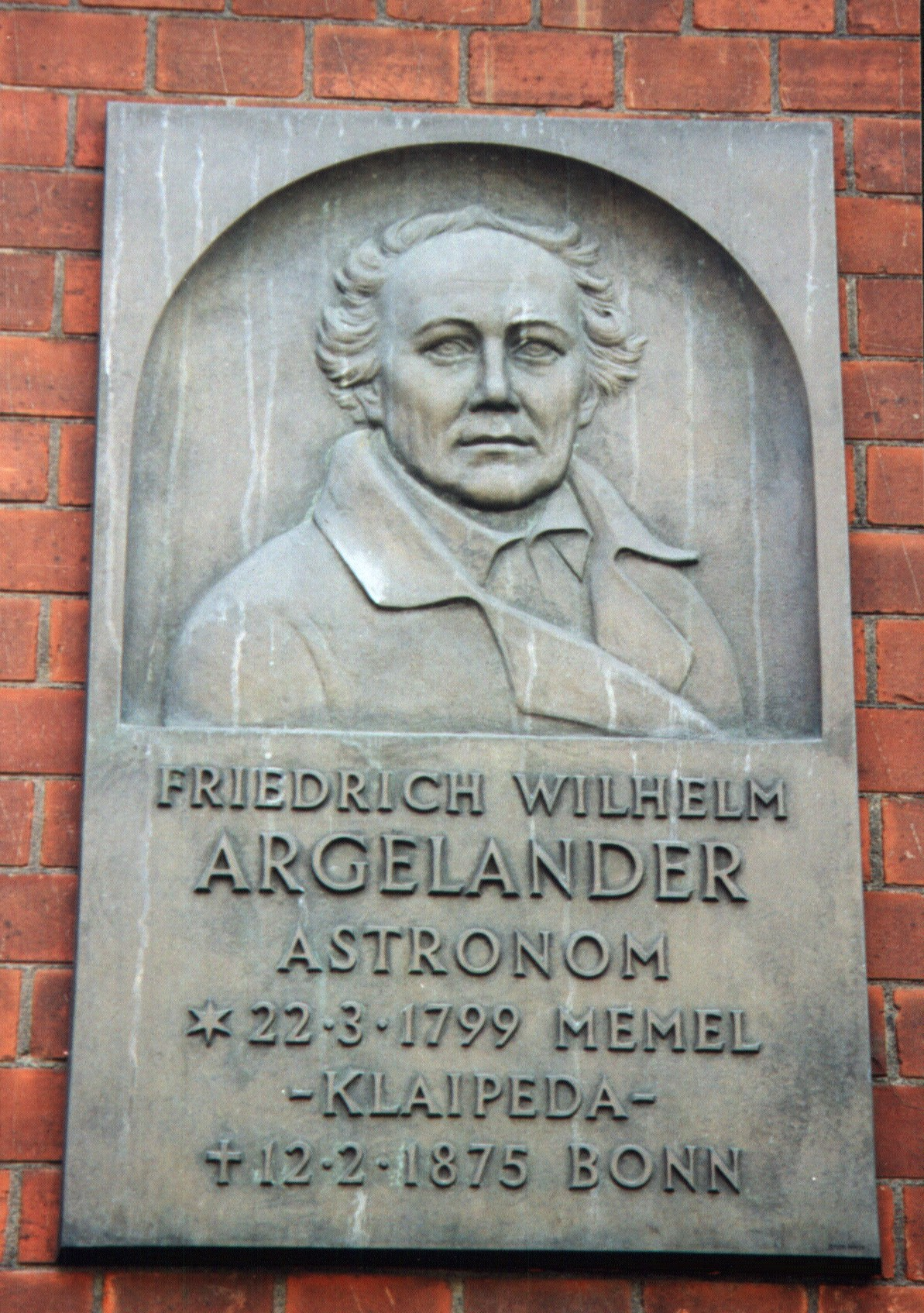
Gedenktafel für Friedrich Wilhelm August Argelander in Klaipėda

Seit 1827 war er korrespondierendes Mitglied der Petersburger Akademie der Wissenschaften. 1846 wurde er zum korrespondierenden Mitglied der Göttinger Akademie der Wissenschaften gewählt. 1851 wurde er in die Académie des sciences, 1855 in die American Academy of Arts and Sciences, 1856 in die Königliche Akademie der Wissenschaften und Schönen Künste von Belgien und 1864 in die National Academy of Sciences gewählt. 1871 wurde er korrespondierendes Mitglied der Bayerischen Akademie der Wissenschaften.
1837 wurde er mit dem Demidow-Preis und 1863 mit der Goldmedaille der Royal Astronomical Society ausgezeichnet. Er war Mitglied des Ordens Pour le Mérite für Wissenschaften und Künste.
An seinem Geburtshaus in Memel wird mit einer großen Gedenktafel an Argelander erinnert.
In Bonn ist das Argelander-Institut für Astronomie nach ihm benannt. In Bonn und Oberkochen gibt es eine Argelanderstraße.
Seinen Namen tragen auch der Mondkrater Argelander und der Asteroid (1551) Argelander.

## Werke
- De observationibus astronomicis a Flamsteedio institutis, Dissertationsschrift. Königsberg 1822.
- Untersuchungen über die Bahn des Kometen von 1811. Habilitationsschrift. Königsberg 1822,
- Observationes astronomicae in specula universitatis Fennicae factae. 3 Bände Helsinki (Helsingfors) 1830–1832.
- DLX stellarum fixarum positiones mediae ineunte anno 1830. Helsinki 1835.
- Über die eigene Bewegung des Sonnensystems. Sankt Petersburg 1837
- Uranometria Nova. Bonn 1843
- Aufforderung an die Freunde der Astronomie zur Beobachtung der veränderlichen Sterne. Bonn 1844.
- Durchmusterung des nördlichen Himmels zwischen 45° und 80° nördlicher Deklination. Bonn 1848.
- Durchmusterung der Himmelszone zwischen 15° und 31° südlicher Deklination. In: Astronomische Beobachtungen auf der Sternwarte zu Bonn. 1846–1852
- Atlas des nördlichen gestirnten Himmels. Bonn 1857–1863: 40 Karten